# Élections législatives de 1967 dans les Deux-Sèvres
Les élections législatives françaises de 1967 se déroulent les 5 et 12 mars 1967.  Dans le département des Deux-Sèvres, trois députés sont à élire dans le cadre de trois circonscriptions.

## Élus
| Circonscription | Député sortant                          | Parti | Parti   | Député élu ou réélu                     | Parti | Parti      |
| --------------- | --------------------------------------- | ----- | ------- | --------------------------------------- | ----- | ---------- |
| 1re             | Marie-Magdeleine Aymé de La Chevrelière |       | MRP     | Marie-Magdeleine Aymé de La Chevrelière |       | app. UD-Ve |
| 2e              | Jacques Fouchier                        |       | CNIP    | Jacques Fouchier                        |       | CNIP       |
| 3e              | Augustin Bordage                        |       | UNR-UDT | Augustin Bordage                        |       | UD-Ve      |

## Résultats

### Résultats à l'échelle du département
| Parti          | Parti                                           | Premier tour | Premier tour | Second tour | Second tour | Sièges |
| Parti          | Parti                                           | Voix         | %            | Voix        | %           | Sièges |
| -------------- | ----------------------------------------------- | ------------ | ------------ | ----------- | ----------- | ------ |
|                | Union des démocrates pour la Ve République      | 36 112       | 23,11        | 11 625      | 10,54       | 1      |
|                | app. Union des démocrates pour la Ve République | 26 656       | 17,06        | 29 935      | 27,15       | 1      |
|                | Union des républicains de progrès               | 62 768       | 40,17        | 41 560      | 37,69       | 2      |
|                |                                                 |              |              |             |             |        |
|                | Section française de l'Internationale ouvrière  | 35 649       | 22,81        | 43 206      | 39,18       | 0      |
|                | Fédération de la gauche démocrate et socialiste | 35 649       | 22,81        | 43 206      | 39,18       | 0      |
|                |                                                 |              |              |             |             |        |
|                | Progrès et démocratie moderne                   | 40 188       | 25,72        | 25 502      | 23,13       | 1      |
|                | Parti communiste français                       | 17 652       | 11,30        | Retrait     | Retrait     | 0      |
|                |                                                 |              |              |             |             |        |
| Inscrits       | Inscrits                                        | 198 480      | 100,00       | 143 668     | 100,00      | 3      |
| Abstentions    | Abstentions                                     | 37 838       | 19,06        | 30 971      | 21,56       |        |
| Votants        | Votants                                         | 160 642      | 80,94        | 112 697     | 78,44       |        |
| Blancs et nuls | Blancs et nuls                                  | 4 385        | 2,73         | 2 429       | 2,16        |        |
| Exprimés       | Exprimés                                        | 156 257      | 97,27        | 110 268     | 97,84       |        |

### Résultats par circonscription

#### Première circonscription (Niort)
| Candidat           | Candidat                                                | Parti          | Premier tour | Premier tour | Second tour | Second tour |  |
| Candidat           | Candidat                                                | Parti          | Voix         | %            | Voix        | %           |  |
| ------------------ | ------------------------------------------------------- | -------------- | ------------ | ------------ | ----------- | ----------- |  |
|                    | Marie-Magdeleine Aymé de La Chevrelière sortante réélue | app. UD-Ve     | 26 656       | 45,53        | 29 935      | 50,24       |  |
|                    | Raoul Auzanneau                                         | FGDS (SFIO)    | 18 398       | 31,43        | 29 645      | 49,76       |  |
|                    | Guy Vincent                                             | PCF            | 8 066        | 13,78        | Retrait     | Retrait     |  |
|                    | Jacques Branger                                         | CD (PDM)       | 5 424        | 9,26         |             |             |  |
|                    |                                                         |                |              |              |             |             |  |
| Inscrits           | Inscrits                                                | Inscrits       | 77 860       | 100,00       | 77 856      | 100,00      |  |
| Abstentions        | Abstentions                                             | Abstentions    | 17 948       | 23,05        | 16 822      | 21,61       |  |
| Votants            | Votants                                                 | Votants        | 59 912       | 76,95        | 61 034      | 78,39       |  |
| Blancs et nuls     | Blancs et nuls                                          | Blancs et nuls | 1 368        | 2,28         | 1 454       | 2,38        |  |
| Exprimés           | Exprimés                                                | Exprimés       | 58 544       | 97,72        | 59 580      | 97,62       |  |
| Source : Data.gouv |                                                         |                |              |              |             |             |  |

#### Deuxième circonscription (Parthenay)
| Candidat           | Candidat                       | Parti          | Premier tour | Premier tour | Second tour | Second tour |  |
| Candidat           | Candidat                       | Parti          | Voix         | %            | Voix        | %           |  |
| ------------------ | ------------------------------ | -------------- | ------------ | ------------ | ----------- | ----------- |  |
|                    | Jacques Fouchier sortant réélu | CNIP (PDM)     | 24 031       | 46,29        | 25 502      | 50,31       |  |
|                    | René Boisseau                  | UD-Ve          | 12 926       | 24,9         | 11 625      | 22,93       |  |
|                    | Louis Talineau                 | FGDS (SFIO)    | 9 235        | 17,79        | 13 561      | 26,75       |  |
|                    | Michel Le Goff                 | PCF            | 5 724        | 11,03        |             |             |  |
|                    |                                |                |              |              |             |             |  |
| Inscrits           | Inscrits                       | Inscrits       | 65 814       | 100,00       | 65 812      | 100,00      |  |
| Abstentions        | Abstentions                    | Abstentions    | 12 368       | 18,79        | 14 159      | 21,51       |  |
| Votants            | Votants                        | Votants        | 53 446       | 81,21        | 51 653      | 78,49       |  |
| Blancs et nuls     | Blancs et nuls                 | Blancs et nuls | 1 530        | 2,86         | 965         | 1,87        |  |
| Exprimés           | Exprimés                       | Exprimés       | 51 916       | 97,14        | 50 688      | 98,13       |  |
| Source : Data.gouv |                                |                |              |              |             |             |  |

#### Troisième circonscription (Thouars - Bressuire)
|                    | Augustin Bordage sortant réélu | UD-Ve          | 23 186 | 50,63  |  |  |  |
|                    | Roger Bacle                    | CD (PDM)       | 10 733 | 23,44  |  |  |  |
|                    | Louis Protteau                 | FGDS (SFIO)    | 8 016  | 17,5   |  |  |  |
|                    | Albert Milon                   | PCF            | 3 862  | 8,43   |  |  |  |
|                    |                                |                |        |        |  |  |  |
| Inscrits           | Inscrits                       | Inscrits       | 54 806 | 100,00 |  |  |  |
| Abstentions        | Abstentions                    | Abstentions    | 7 522  | 13,72  |  |  |  |
| Votants            | Votants                        | Votants        | 47 284 | 86,28  |  |  |  |
| Blancs et nuls     | Blancs et nuls                 | Blancs et nuls | 1 487  | 3,14   |  |  |  |
| Exprimés           | Exprimés                       | Exprimés       | 45 797 | 96,86  |  |  |  |
| Source : Data.gouv |                                |                |        |        |  |  |  |